# Rodopsina
La rodopsina és una molècula fotoreceptora que absorbeix la llum en la zona intermèdia de l'espectre visible. Concretament, és una cromoproteïna que té com a grup prostètic l'11-cis-retinal, derivat de la vitamina A. Pel que fa a la localització, la rodopsina es troba en una mena de sacs membranosos als bastons, cèl·lules fotoreceptores que es troben juntament amb els cons a la retina, i constitueix més d'un 80 per cent de les proteïnes de membrana d'aquesta zona dels bastons.
L'estudi de les relacions entre l'estructura i la funció de la rodopsina té principalment un triple interès: en primer lloc, pel paper fonamental que du a terme en el procés de la fototransducció visual; en segon lloc, per la seva implicació en diversos processos regeneratius de la retina, particularment en la retinosis pigmentaria i en la ceguera nocturna congènita; i en tercer lloc, per la possible extrapolació dels descobriments a altres membres de la família dels complexos d'acoblament a la proteïna G.

## Estructura
Com els altres pigments visuals, la rodopsina consisteix en un retinal (que actua com a cromòfor) lligat a un tipus de proteïna, l'opsina, que es troba en els cons i els bastons de la retina dels vertebrats. En vertebrats, els dos tipus de retinal (1 i 2) s'uneixen amb les dues grans famílies d'opsines (les que es troben en els cons i les que es troben en els bastons), per formar els quatre pigments principals del procés de visió en vertebrats.
La rodopsina s'estructura en tres dominis, l'extracel·lular, l'intermembranós i l'intracel·lular. El domini transmembrana de l'opsina es distribueix en set trams d'hèlix alfa que se situen perpendiculars a la membrana units per parts protèiques sense estructura definida.
L'extrem carboxil terminal se situa a la part citosòlica constituint el domini intracel·lular i l'amino terminal extracel·lular en posició intradiscal.
Concretament, la part proteica de la rodopsina, l'apoproteïna opsina, forma part dels receptors amb set hèlix membranoses (7TM), la classe més gran de receptors de la superfície cel·lular. Aquesta cadena polipeptídica està formada per uns 348 aminoàcids i té un pes molecular de 40 kDa.
L'11-cis-retinal, derivat de la vitamina A, es troba unit covalentment a una de les hèlixs alfa al centre de la molècula i està col·locat perpendicularment.
L'obtenció de cristalls tridimensionals de la rodopsina i la seva anàlisi per mitjà de difracció de raigs X ha permès proposar el primer model tridimensional a 2,8 Å de resolució. Aquest model, que ha estat modificat posteriorment, ha permès conèixer nous detalls estructurals com ara l'existència de quatre segments d'estructura beta o la presència de molècules d'aigua entre les hèlixs alfa transmembranals

## Funció
La unió del lligand (11-cis-retinal) a l'opsina provoca un canvi de conformació del seu domini citoplasmàtic, fet que condueix a l'activació de la proteïna G.
Quan el grup 11-cis-retinal absorbeix llum (fotons), s'isomeritza a la forma trans en picosegons. Primer de tot s'isomeritza la base de Schiff del retinal donant lloc a la batorodopsina, que instants després es converteix en metarrodopsina II. Llavors, s'activa una proteïna G heterotrimèrica (transducina) que propaga el senyal. La metarrodopsina II provoca l'intercanvi de GDP per GTP de la subunitat α de la transducina, de manera que s'alliberen les subunitats β i γ. Així la subunitat α activa una cGMP-fosfodiesterasa, un enzim que hidrolitza ràpidament cGMP a GMP. La reducció del GMP cíclic provoca el tancament dels canals iònics activats per aquest i per tant, s'hiperpolaritza la membrana.
La desactivació del procés es produeix bàsicament a conseqüència de la fosforilació de diversos residus de serines i treonines situats en l'extrem carboxiterminal de la proteïna. La metarrodopsina II fosforilada pot intereccionar amb l'arrestina (proteïna inhibidora), de manera que impedeix la interacció amb la transduccina.
A continuació, la subunitat α de la transucina retorna a l'estat inactiu a través de la hidròlisi de GTP, fet que provoca que la forma de la transducina unida al GDP es torni a associar amb les subunitats β i γ. La guanilat-ciclasa duu a terme la síntesi de cGMP per tal que augmenti la seva concentració i que així s'obrin els canals iònics. L'enzim guanilat-ciclasa està controlat per l'ió Ca2+. Quan els bastons estan en repòs, els canals de sodi deixen passar també petites quantitats d'ions de calci al citosol, que s'uneixen a la proteïna activadora del guanilat ciclasa (GCAP). Aquesta proteïna s'ancora a la guanilat ciclasa unida a la membrana i inhibeix la seva activitat. Amb el tancament dels canals de Na+ en incidir-hi fotons, el calci és bombejat cap a fora des de l'interior cel·lular i es dissocia el complex GCAP-Ca2+. L'apoforma del GCAP lliure de calci pot activar el guanilat ciclasa, que sintetitza llavors cGMP. Així s'obren altra vegada els canals de Na+ en la membrana plasmàtica, i el Ca2+ passa en petites quantitats juntament amb el sodi i inhibeix a través del complex GCAP-Ca2+ el guanilat ciclasa, de manera que el sistema està preparat per rebre un altre cop fotons.
Aquesta isomerització provoca que l'àtom de nitrogen de la base de Schiff es desplaci al voltant de 5 Å. Aquest moviment desencadena una sèrie de processos que acaben amb el tancament dels canals iònics i la generació de l'impuls nerviós.
Les mutacions en algunes d'aquestes proteïnes són l'origen de diverses degeneracions de la retina, concretament la retinosi pigmentària. De fet, en el gen de l'opsina que codifica la proteïna rodopsina és on s'han trobat més mutacions en pacients afectats per la retinosis pigmentària.